# Jacques-Dominique t'Kint
Jacques-Dominique t'Kint est un jurisconsulte bruxellois et avocat au Conseil de Brabant, issu des Lignages de Bruxelles.
Il fut nommé procureur général par les États de Brabant le 8 janvier 1790 et destitué à la restauration du gouvernement impérial le 27 juillet 1793 à cause du rôle important qu'il avait joué lors de la révolution brabançonne qui s'efforça de chasser les Impériaux du pays et de créer les États belgiques unis séparés du Saint-Empire.

## Biographie
Il naquit à Bruxelles le 27 juillet 1757 et mourut dans sa ville natale le 8 juillet 1827. Il était le fils d'Étienne t'Kint (1716-1775), licencié en droit le 12 juillet 1741, et de Catherine-Françoise van den Hecke (1721-1785).
Il avait épousé à Bruxelles le 24 mai 1796 Anne-Marie Vander Borcht, tante de Anne-Marie Meeûs, future comtesse Ferdinand de Meeûs, et petite nièce du poète néo-latin Petrus Vander Borcht, baptisée à Sainte-Gudule le 11 septembre 1773 (parrain: Jean-Baptiste van Dievoet, marraine : Anne-Marie-Françoise van Dievoet) et décédée le 24 janvier 1829, fille de Pierre-Joseph vander Borcht (1735-1808) et Louise Hens (1739-1782) ; petite-fille de Jean-Baptiste vander Borcht (1699-1744), fabricant de fils d'or et de galons d'or et d'argent au Marché au Bois et de Marie-Christine Tresca ; arrière-petite fille de Jean-Charles vander Borcht (1668-1735), conseiller et Maître général des Monnaies et également fabricant de fils d'or et d'argent en sa fabrique à l'enseigne du Chat ("in de Catt") rue de la Madeleine.
Sa fille Marie-Louise t'Kint (1801-1836), avait épousé Laurent Joseph Delvaux (1771-1861), petit-fils du fameux sculpteur Laurent Delvaux. Ils sont également les parents du peintre romantique Édouard Delvaux.
Après la fin de l'Ancien Régime, il refusa d'exercer des fonctions publiques, et c'est ainsi qu'il participa activement à la gestion de la manufacture de dentelles de Bruxelles « t'Kint-van der Borcht-Meeûs » provenant de sa belle-famille. Il eut une importante commande de l'Impératrice Marie-Louise, 2e épouse de Napoléon Ier.  La fabrique de dentelles Meeûs-Vander Borcht comptait vers 1816 parmi les fournisseurs de la Cour (hofleveranciers onder Oranje) du royaume uni des Pays-Bas. L'adresse à l'époque était située au coin de la rue des Bogards, section 2, n° 96 à Bruxelles. 
Lors de l'exposition de 1830, c'est Henri-Joseph Meeûs qui présenta dans la salle 6 du palais (voir Musée de l'industrie (Bruxelles)  les dernières œuvres de la manufacture de dentelles. Guillaume Ier des Pays-Bas était présent à cette exposition. C'était quelques jours avant la révolution de 1830...

## Larévolution brabançonne
Il fut avec Jean-François Vonck, Jean-Baptiste Verlooy et Henri van der Noot un des fondateurs en 1789 de l'association secrète Pro Aris et Focis (pour les autels et les foyers) qui devint le fer de lance et l'organisatrice de la révolte anti-impériale.  Henri-Joseph Meeûs, son beau-frère, capitaine des dragons, servait de courrier secret entre Bréda et Bruxelles.
Après que Vonck eut été trahi, ce fut t'Kint qui assuma la direction du mouvement, il rentra alors dans la clandestinité, donnant aux insurgés ses ordres depuis le pavillon de son jardin de la longue rue des chevaliers (ou Lange Ridderstraat) de Bruxelles, où il s'était tapi.